# Cuthona macquariensis
Cuthona macquariensis is een slakkensoort uit de familie van de Cuthonidae. De wetenschappelijke naam van de soort is voor het eerst geldig gepubliceerd in 1973 door Burn.